# Ljubomir Jovanović
Ljubomir Jovanović (serb. Љубомир Јовановић; ur. 2 lutego 1865 w Kotorze, zm. 10 lutego 1929 w Belgradzie) – serbski polityk i historyk.

## Życiorys
W 1887 roku ukończył studia historyczne i filozoficzne na Wydziale Filozoficznym Uniwersytetu w Belgradzie. Od 1903 roku był profesorem.
W 1905 roku wstąpił do Partii Radykalnej. W latach 1906–1909 był wiceprzewodniczącym i przewodniczącym Zgromadzenia Narodowego Królestwa Serbii. Był także ministrem spraw wewnętrznych (1909–1910 i 1914–1918) i oświaty (1911–1914).
W 1918 roku został członkiem Rady Państwa nowo powstałego Królestwa Serbów, Chorwatów i Słoweńców. W latach 1922–1923 sprawował funkcję ministra ds. wyznań. W latach 1923–1924 przewodniczył natomiast jugosłowiańskiemu Zgromadzeniu Narodowemu. W 1926 roku popadł w konflikt z Nikolą Pašiciem i został wydalony z partii.

## Wybrane publikacje
(opracowano na podstawie materiału źródłowego)
- Ratovanje hercega Stjepana s Dubrovnikom 1451–1454 (1888)
- Istorija srpskog naroda (1893–1894)
- Stogodišnjica srpskog ustanka (1904)